# Olivetti Elea 9003
Elea 9003 (Macchina 1T) è uno dei modelli di calcolatori mainframe ad altissime prestazioni sviluppati dall'Olivetti facenti parte della famiglia Olivetti Elea. Si tratta del primo computer a transistor commerciale prodotto in Italia e uno dei primi completamente transistorizzati del mondo. Fu concepito, progettato e sviluppato tra il 1957 e il 1959 da un piccolo gruppo di giovani ricercatori guidati da Mario Tchou.
L'acronimo ELEA sta per ELaboratore Elettronico Aritmetico (successivamente modificato in Automatico per ragioni di mercato) e fu scelto come omaggio alla polis di Elea, colonia della Magna Grecia, sede della scuola eleatica di filosofia.

## Storia
Progettato dall'ottobre 1957, fu interamente realizzato con tecnologia diode-transistor logic. Dal punto di vista logico, la macchina era dotata di capacità di multitasking, potendo gestire tre programmi contemporaneamente. Il design, estremamente innovativo, fu ideato dall'architetto Ettore Sottsass: il progetto, elegante e funzionale, valse a Sottsass il Compasso d'Oro, anche se in realtà il design che venne premiato è quello del precedente Elea 9002, sempre di Sottsass, ma rinominato Elea 9003, probabilmente per ragioni di marketing.
Elea 9003 fu anche l'unico della serie a essere realmente commercializzato, in circa 40 esemplari, il primo dei quali (Elea 9003/01) fu installato alla Marzotto di Valdagno (VI), mentre il secondo (Elea 9003/02) fu venduto alla Banca Monte dei Paschi di Siena. Di questo esemplare, l'istituto bancario fece in seguito dono all'Itis "Enrico Fermi" di Bibbiena (AR), utilizzato a fini didattici. Attualmente è l'unica versione esistente completa e parzialmente funzionante.
Parti dell'Elea 9003 si possono trovare presso l'InteractionDesignLab di Milano dove è dedicata un'intera sala. Una console di comando è conservata al Museo nazionale della scienza e della tecnologia Leonardo da Vinci di Milano e un'altra console è conservata assieme ad alcune componenti del corpo macchina presso il Museo delle poste e telecomunicazioni di Roma. Il Laboratorio-Museo Tecnologicamente, specializzato sull'Olivetti, gli dedica una sezione.

## Caratteristiche

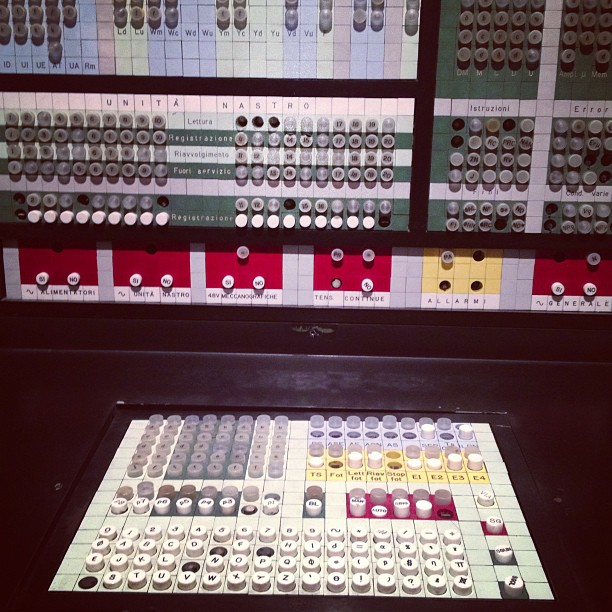
Dettaglio della tastiera

Il progetto di Elea 9003 incominciò con la realizzazione, nel 1957, di un prototipo sperimentale a valvole. La filosofia progettuale, ispirata alla drastica scelta in favore dell'uso esclusivo dei transistor, anche per le memorie, per le quali erano richieste erogazioni di corrente in regime impulsivo a livelli di intensità allora non raggiungibili con i transistor. L'opzione comportò la progettazione ex novo dell'intera architettura, e il superamento dei problemi tecnici legati all'uso dei transistor, un lavoro che fu completato a metà del 1958, quando vide la luce il primo prototipo interamente a transistor. Il sistema definitivo fu approntato nel 1959. Il nuovo sistema si presentava come un oggetto «assolutamente all'avanguardia» sotto ogni punto di vista: per «concezione logico-sistemistica, tecnologia costruttiva e design».
La potenza di calcolo (di circa 8-10 000 istruzioni al secondo) fu per alcuni anni superiore a quella dei concorrenti e l'uptime - come per tutti i computer dell'epoca - era inferiore al 50%, specialmente nella periferica a nastro. Questo significava avere a disposizione il computer tra la tarda mattina e il pomeriggio-sera, quando veniva riconsegnato ai tecnici. La necessità di disporre di 300 000 transistor e diodi molto affidabili per ogni calcolatore convinse Adriano Olivetti a realizzare una fonderia, denominata Società Generale Semiconduttori (SGS), in cooperazione con la società Telettra. La SGS diventerà in seguito la ST Microelectronics.
Il computer disponeva di una memoria a nuclei di ferrite di 20 000 posizioni, estendibile fino a 160 000. Il concetto di "word" non esisteva, e in una posizione di memoria si poteva scrivere un solo carattere alfanumerico. Una "istruzione" era composta da 8 caratteri e veniva letta in 80 microsecondi. Il tempo di esecuzione di una istruzione era variabile e dipendente dal tipo dell'istruzione stessa. Il sistema non disponeva di un sistema operativo, esigenza allora sconosciuta, e lo si poteva programmare mediante linguaggio base o linguaggio macchina, cioè scrivendo tutto il programma istruzione per istruzione.

### Estetica, ergonomia, interazione e modularità

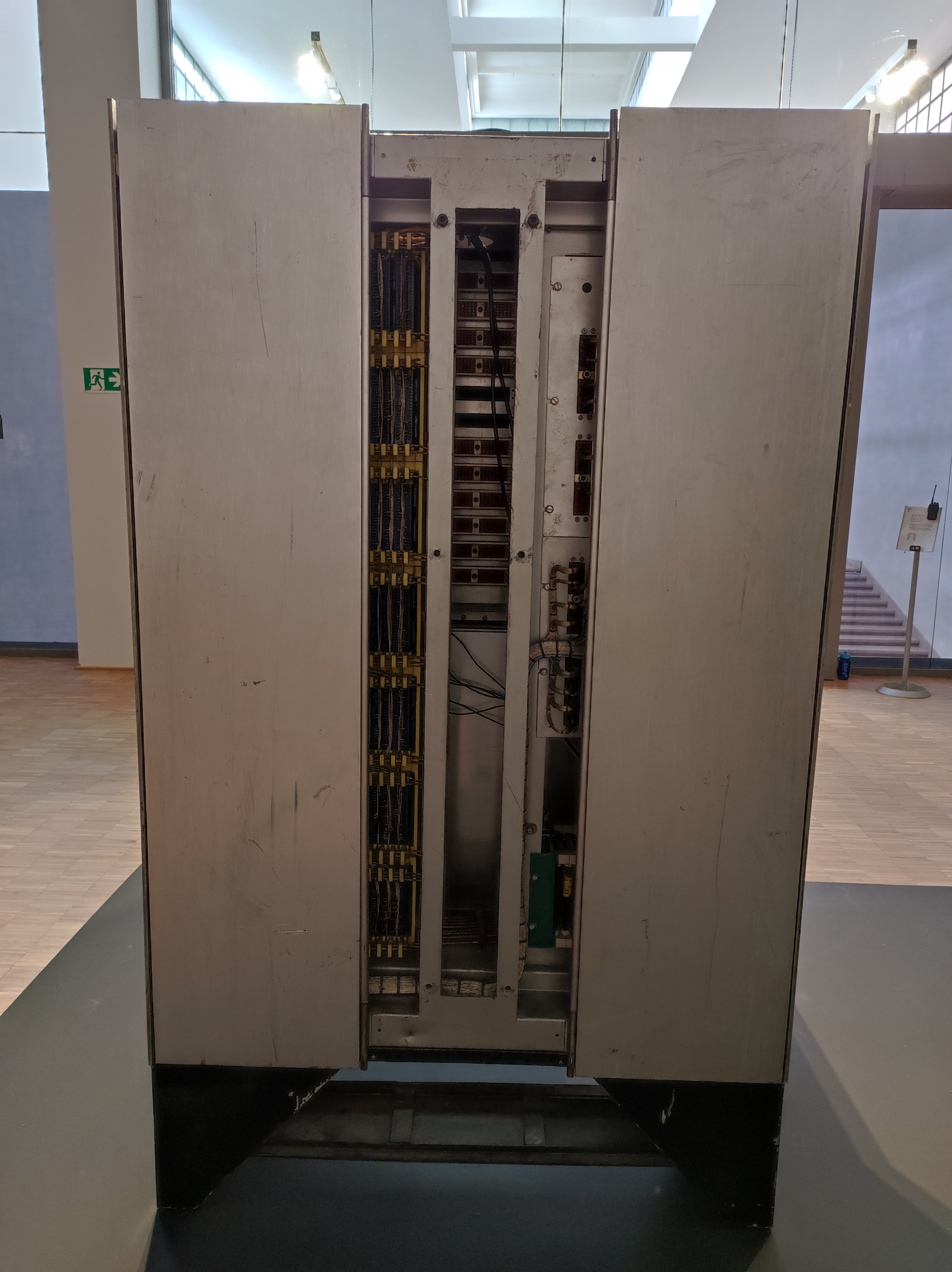
Retro di Elea 9003

Da un punto di vista esteriore, il calcolatore si presentava composto da moduli compatti, «a misura d'uomo», ben diversi dai consueti grandi armadi che raggiungevano il soffitto. Innovativo era anche il cablaggio tra i diversi moduli: il passaggio dei fasci di cavi, anziché sotto-pavimento, avveniva in eleganti condotti aerei, realizzati con blindosbarre progettate ad hoc. Il progetto, il cui profilo estetico era stato curato da Ettore Sottsass, fu presentato nel 1959 alla Fiera Campionaria di Milano. Si tratta di uno dei prodotti di design italiano più rilevanti del ventesimo secolo; rilevanza riconosciutagli sin dal primo anno di commercializzazione (1959) con il premio Compasso d'Oro, sia negli anni successivi entrando nelle collezioni permanenti di alcuni dei più importanti musei dedicati al disegno industriale di tutto il mondo. Per lo studio di interazione, ergonomia e usabilità, per lo studio degli assemblaggi, della disposizione dei volumi e degli ingombri e per l'innovativa scelta di utilizzare una logica "modulare" (studi e soluzioni che mai erano stati eseguiti prima per un apparecchio di questo tipo) la rilevanza nel campo del design può essere considerata di pari valore di quella nel campo informatico.

### Esemplare preservato
L'Elea 9003 appartenuto al Monte dei Paschi di Siena fu donato dalla banca negli anni 1970 all'Istituto Tecnico Enrico Fermi di Bibbiena (AR); lo smontaggio e rimontaggio nella nuova sede furono realizzati da un gruppo di tecnici guidato da Mario Babbini, il quale nei decenni successivi ne ha curato la manutenzione, il mantenimento in condizioni parziali di funzionamento e l'impiego a scopo didattico-espositivo, con la collaborazione dei volontari del Museo Informatico Bibbienese e di alcuni ex tecnici Olivetti.